# 加佐登駅
加佐登駅（かさどえき）は、三重県鈴鹿市加佐登一丁目にある、東海旅客鉄道（JR東海）関西本線の駅である。駅番号はCJ15。
運行形態の詳細は「関西線 (名古屋地区)」を参照。

## 歴史
- 1892年（明治25年）2月6日：関西鉄道の河原田 - 亀山間に高宮駅（たかみやえき）として開業[1]。
- 1903年（明治36年）2月1日：加佐登駅に改称[1]。
- 1907年（明治40年）10月1日：国有化[1]。
- 1909年（明治42年）10月12日：線路名称制定。関西本線の所属となる[2]。
- 1982年（昭和57年）5月17日：電化。
- 1984年（昭和59年）
  - 1月10日：貨物の取り扱いを廃止[1]。
  - 2月1日：荷物扱い廃止[1]。
- 1987年（昭和62年）4月1日：国鉄分割民営化に伴い、東海旅客鉄道（JR東海）の駅となる[1]。
- 2012年（平成24年）10月1日：業務委託を解消し、完全無人化[3]。
- 2019年（平成31年）3月2日：ICカード「TOICA」の利用が可能となる[4]。
- 2023年（令和5年）3月18日：ダイヤ改正に伴い、1番線が使用停止となる。
- 2025年（令和7年）5月：新駅舎の使用開始。

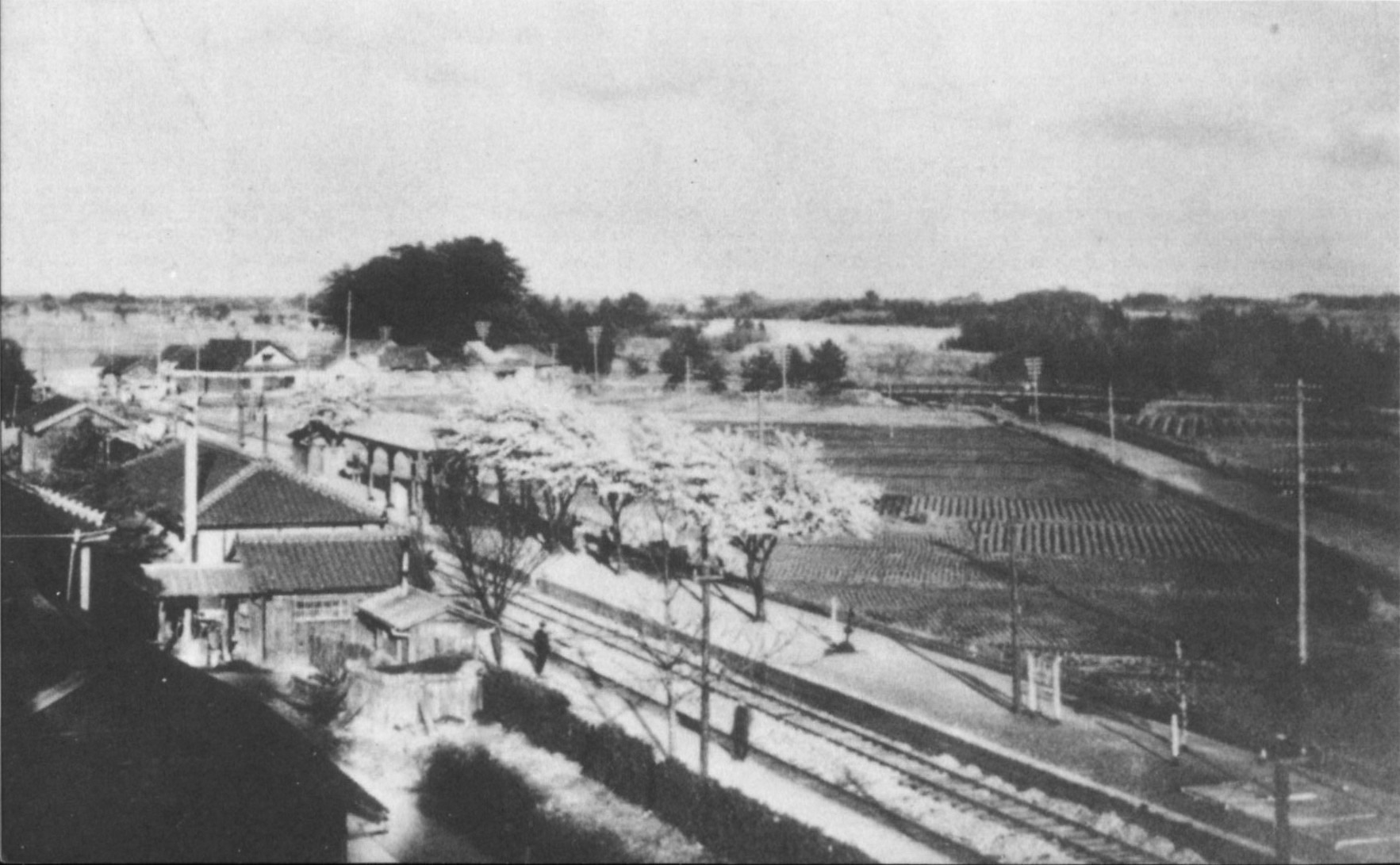
高台から見た加佐登駅（1927年）
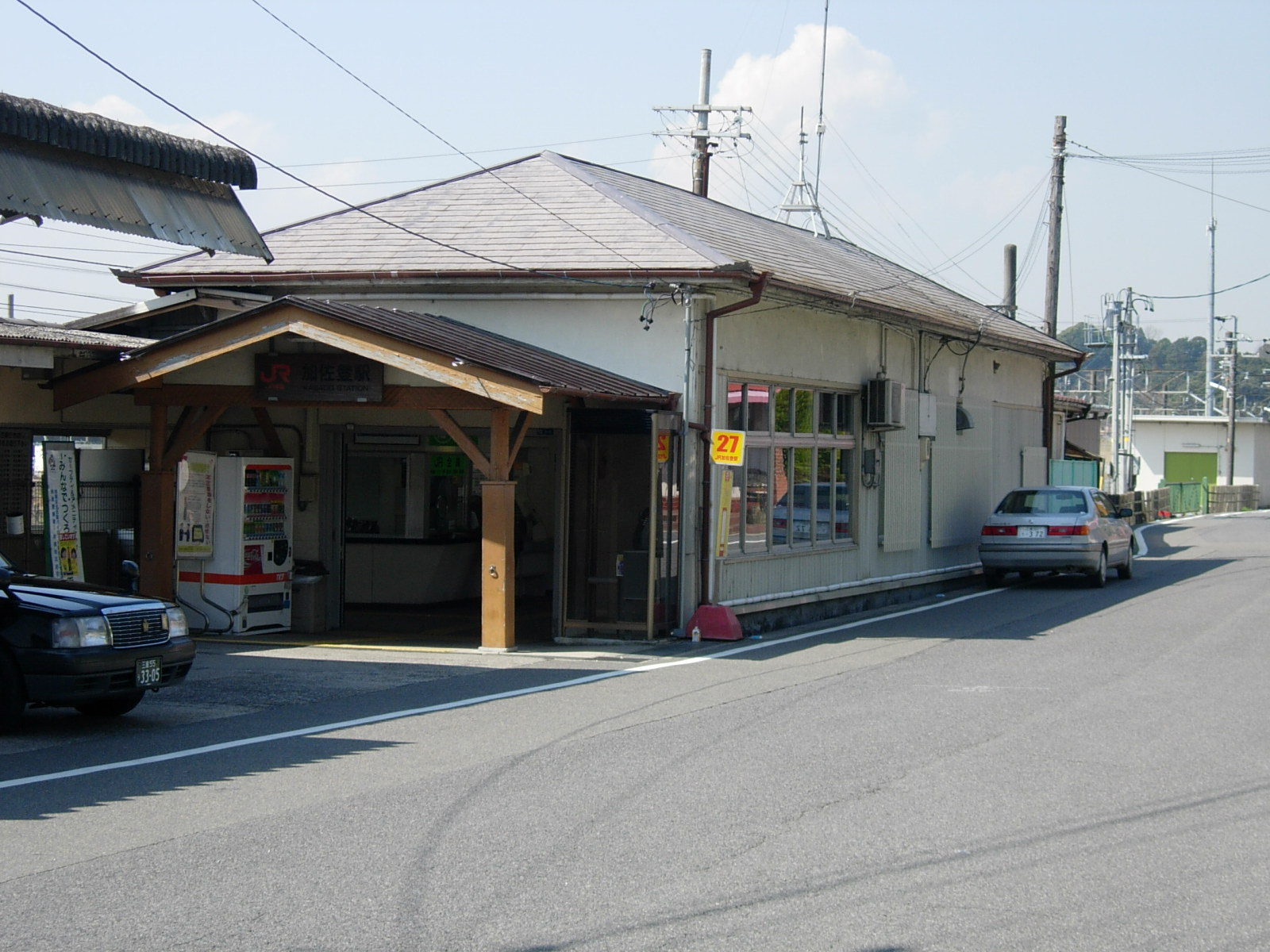
旧駅舎（2003年）

## 駅構造
単式ホーム1面1線と島式ホーム1面2線、合計2面3線のホームを持つ地上駅。出入口は1番線側のみにあり、ホーム間は跨線橋で移動する。
亀山駅管理の無人駅。かつては東海交通事業の職員が業務を担当する業務委託駅で、みどりの窓口も設置されていたが、2012年10月1日に無人化された。トイレあり。

### のりば
| 番線 | 路線        | 方向 | 行先               |
| ---- | ----------- | ---- | ------------------ |
| 1・2 | CJ 関西本線 | 上り | 四日市・名古屋方面 |
| 3    | CJ 関西本線 | 下り | 亀山方面           |

1番線のホーム有効長は2両分しかない。2023年3月18日のダイヤ改正以前は、昼間のワンマン列車がすべて2両編成のため、乗客が跨線橋を渡らずに済むよう、四日市・名古屋方面の列車は基本的に1番線から発車していた。朝と夕方以降を中心に2番線から発車する列車もあり、これらの列車に関しては改札口を入ってすぐの場所に「次の列車は2番線から発車します」と個別に時刻が書かれていた。
前述のダイヤ改正により1番線の使用が停止され、同日以降は四日市・名古屋方面の列車は全て2番線からの発着となった。2023年8月現在、1番線には柵が設けられホームに立ち入る事ができなくなっている。

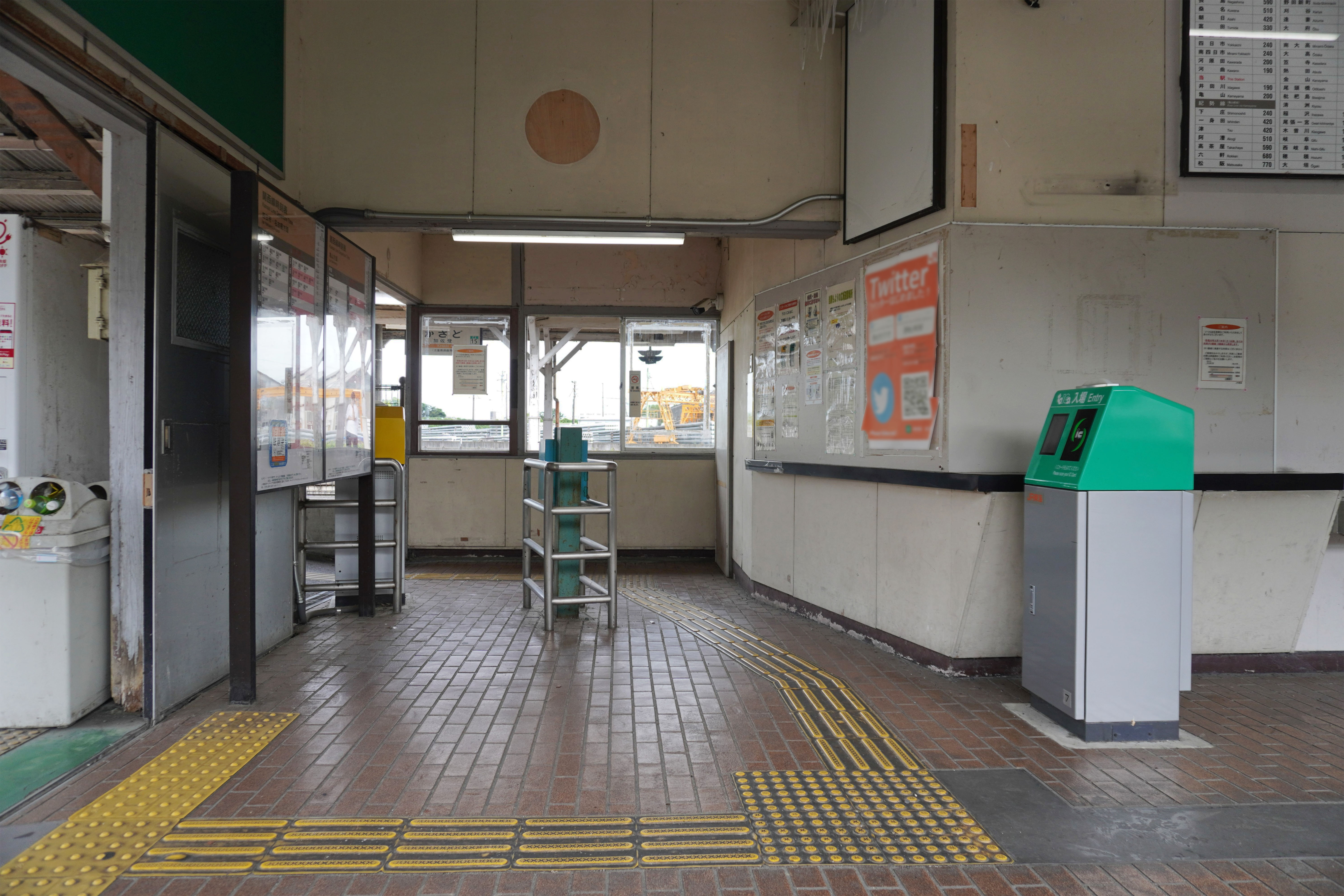
旧改札口（2023年7月）
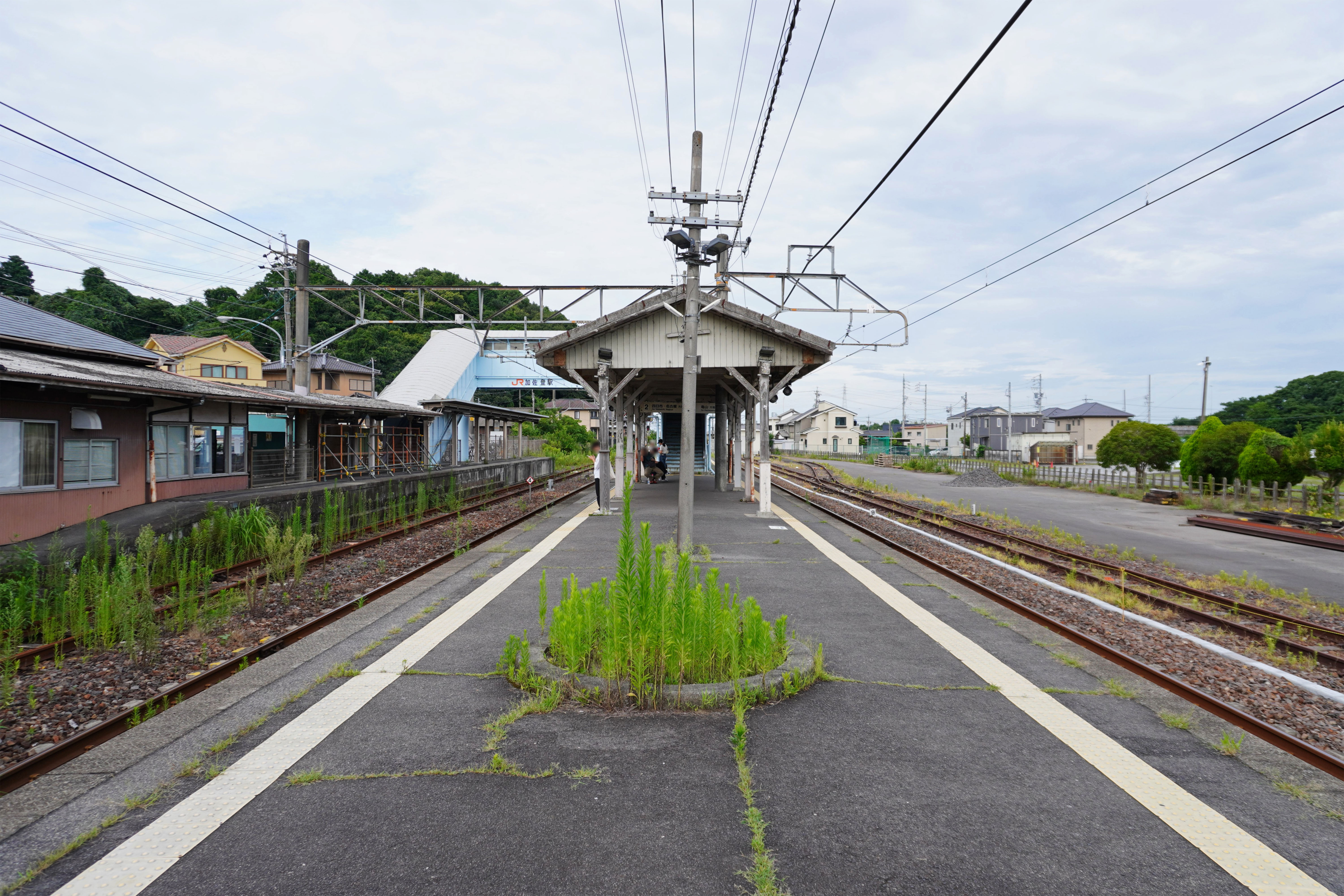
ホーム（2023年7月）

## 利用状況
「三重県統計書」によると、近年の1日平均乗車人員は以下の通り。
| 年度   | 1日平均 乗車人員 |
| ------ | ---------------- |
| 1998年 | 771              |
| 1999年 | 759              |
| 2000年 | 713              |
| 2001年 | 681              |
| 2002年 | 683              |
| 2003年 | 721              |
| 2004年 | 706              |
| 2005年 | 678              |
| 2006年 | 650              |
| 2007年 | 659              |
| 2008年 | 676              |
| 2009年 | 688              |
| 2010年 | 678              |
| 2011年 | 741              |
| 2012年 | 695              |
| 2013年 | 660              |
| 2014年 | 647              |
| 2015年 | 655              |
| 2016年 | 672              |
| 2017年 | 675              |
| 2018年 | 657              |
| 2019年 | 631              |
| 2020年 | 494              |
| 2021年 | 524              |
| 2022年 | 559              |
| 2023年 | 585              |

## 駅周辺
- 国道1号
- 鈴鹿川
- 鈴鹿川河川緑地
- 鈴鹿加佐登郵便局
- 北伊勢上野信用金庫加佐登支店
- 庄野宿 - 東海道五十三次45番目の宿場町
- 庄野宿資料館
- 加佐登神社 - 日本武尊の終焉の地のひとつといわれる。
- 鈴鹿中等教育学校
- 鈴鹿高等学校
- 鈴鹿市立白鳥中学校
- 三重県立杉の子特別支援学校
- 国立病院機構鈴鹿病院
- C-BUS（鈴鹿市コミュニティバス）「JR加佐登駅」停留所 - 椿・平田線

## 隣の駅
東海旅客鉄道（JR東海）
CJ 関西本線
■快速・■区間快速・■普通
河曲駅 (CJ14) - 加佐登駅 (CJ15) - 井田川駅 (CJ16)